# Maayan
Maayan ("Vattenkälla; in Hebreiska: מעיין, מעין) är en israelisk tidskrift för poesi, litteratur, konst, och idéer. Den gavs först ut hösten 2004.
Maayans Redaktörer är Roy Arad och Joshua Simon. 
Varje upplaga av Maayan består av 4000 exemplar, och säljer i genomsnitt hälften av upplagan i boklådor och Maayan-bokstånd, vilket gör den till den mest sålda poesitidskriften i Israel. Den säljs för 17 israelisk shekel (3 Euro), minimilönen för en timmes arbete i Israel.